# Druckerei Jahoda & Siegel

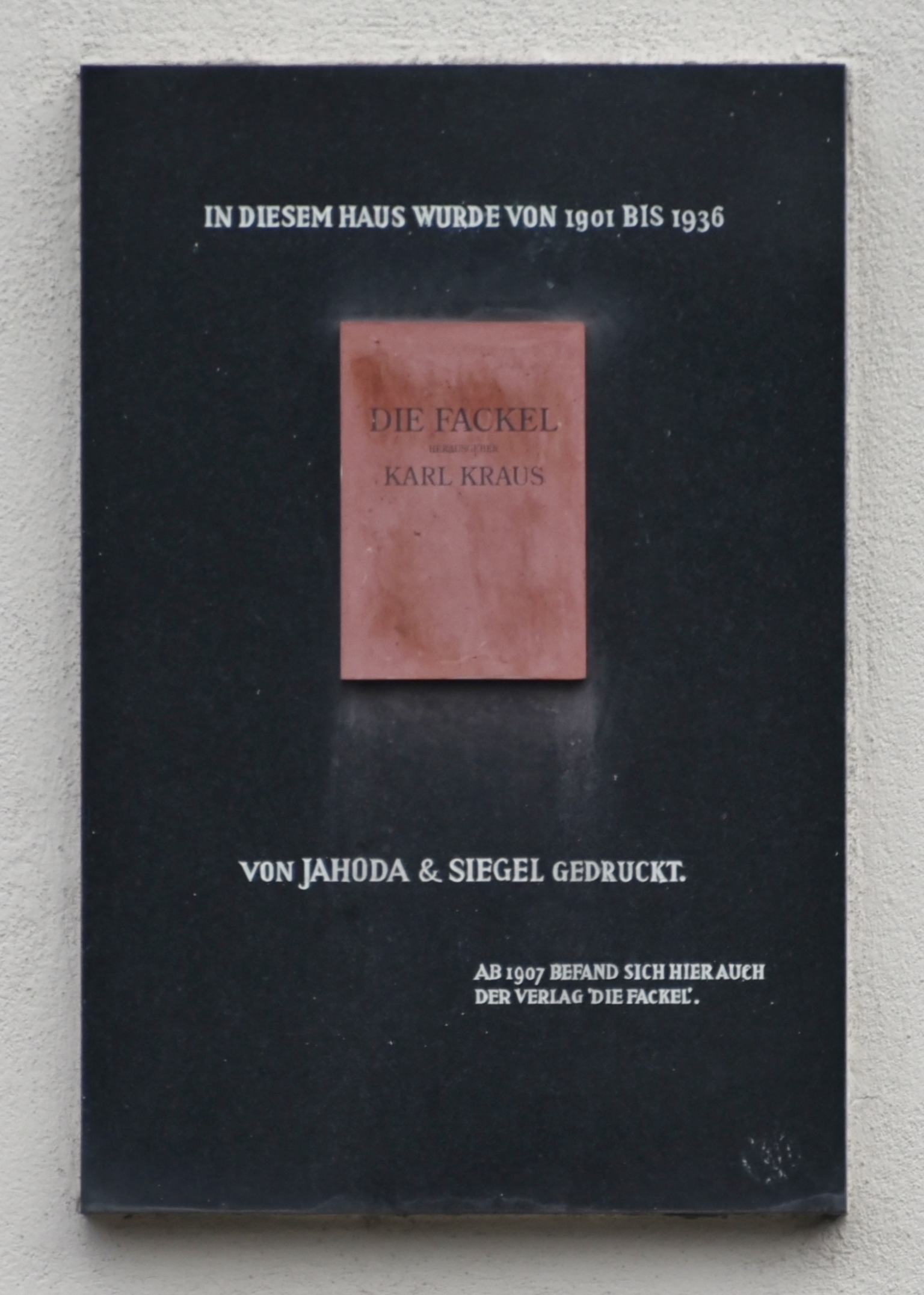
Gedenktafel am Verlagssitz in der Hinteren Zollamtsstraße 3, Wien-Landstraße

Die Druckerei Jahoda & Siegel wurde 1893 in Wien gegründet. Sie verlegte ab 1901 die Zeitschrift Die Fackel. Eigentümer des Verlags waren Georg Jahoda und Friedrich Siegel. Nach dem Tod Georg Jahodas 1926 führte dessen Sohn Martin Jahoda die Geschäfte gemeinsam mit Siegel weiter. 1938 wurde das Unternehmen „arisiert“, Jahoda und Siegel emigrierten in die USA.
Die Zeitschrift Der Straßenbahner wurde bei Jahoda & Siegel gedruckt und Schriften unter anderem von Albert Ehrenstein, Walther Beamt, Josef Schöffel, Fritz Wittels und Arthur Schütz verlegt.